# Loboptera andalusica
Loboptera andalusica är en kackerlacksart som beskrevs av Bohn 1990. Loboptera andalusica ingår i släktet Loboptera och familjen småkackerlackor.
Artens utbredningsområde är Spanien. Inga underarter finns listade i Catalogue of Life.